# س. إم. هازن
س. إم. هازن (بالإنجليزية: C. M. Hazen)‏ هو مدير فني أمريكي، ولد في 13 مارس 1866 في براتفيل في الولايات المتحدة، وتوفي في 22 أبريل 1952 في بون أير في الولايات المتحدة.